# Henryk Józef Nowacki

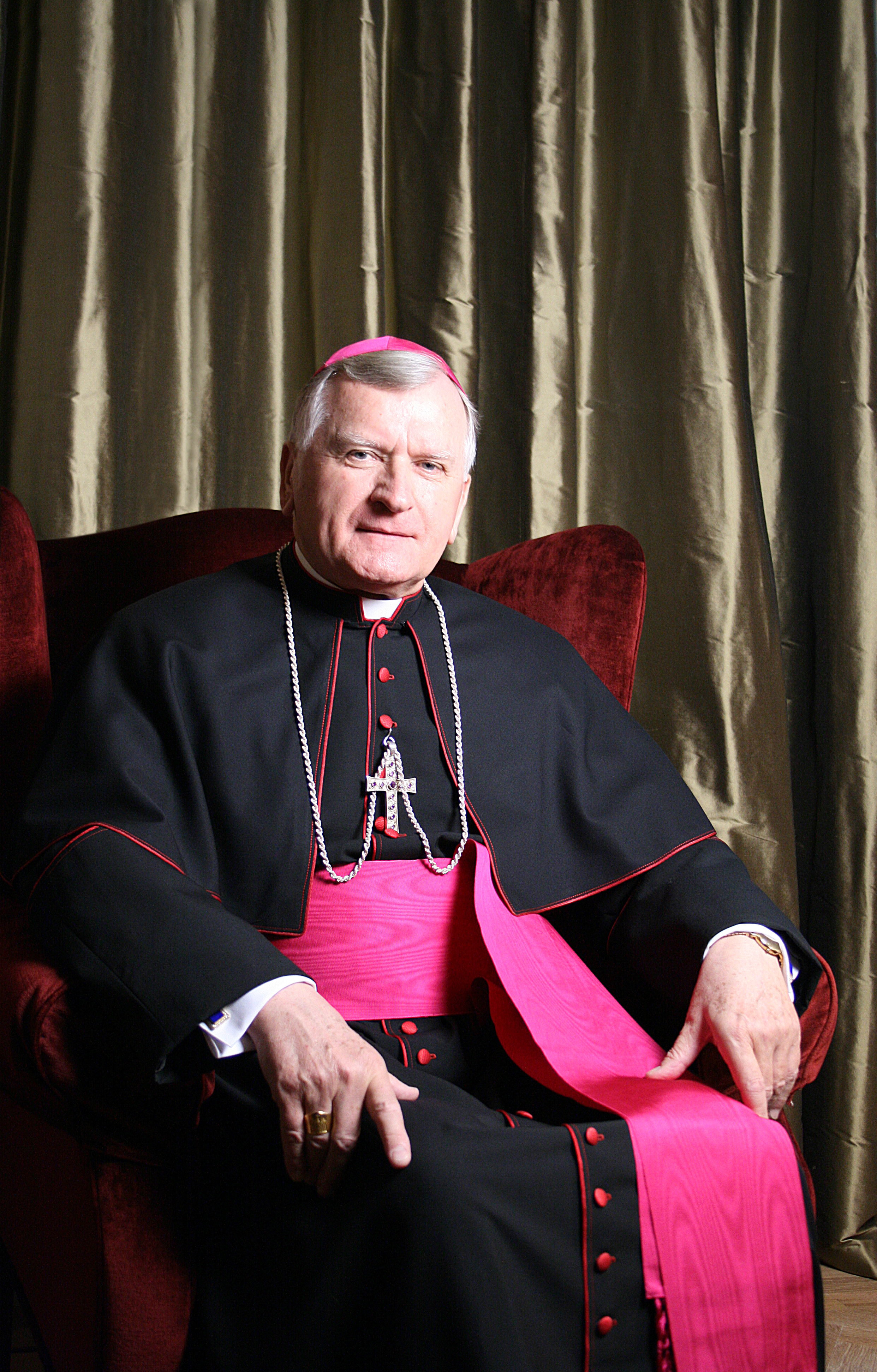
Erzbischof Henryk Józef Nowacki

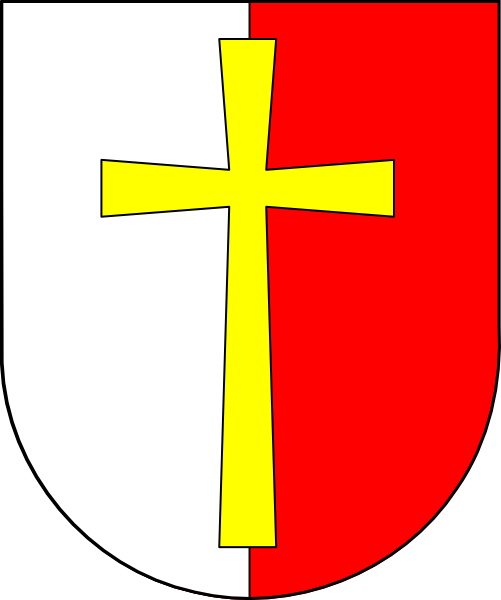
Wappen von Erzbischof Henryk Józef Nowacki

Henryk Józef Nowacki (* 11. August 1946 in Gunzenhausen) ist ein polnischer Geistlicher, emeritierter römisch-katholischer Erzbischof und Diplomat des Heiligen Stuhls.

## Leben
Henryk Józef Nowacki empfing am 31. Mai 1970 durch den Bischof von Tarnów, Jerzy Karol Ablewicz, das Sakrament der Priesterweihe.
Am 8. Februar 2001 ernannte ihn Papst Johannes Paul II. zum Titularerzbischof von Blera und zum Apostolischen Nuntius in der Slowakei. Die Bischofsweihe spendete ihm Johannes Paul II. persönlich am 19. März desselben Jahres; Mitkonsekratoren waren der Präfekt der Kongregation für die Bischöfe, Giovanni Battista Kardinal Re, und Kardinalstaatssekretär Angelo Sodano. Am 28. November 2007 wurde Henryk Józef Nowacki Apostolischer Nuntius in Nicaragua. Papst Benedikt XVI. bestellte ihn am 28. Juni 2012 zum Apostolischen Nuntius in Schweden und Island. Am 6. Oktober 2012 wurde Henryk Józef Nowacki zudem zum Apostolischen Nuntius in Dänemark, Finnland und Norwegen ernannt.
Im Februar 2017 trat er in den Ruhestand.

## Ehrungen
- 2007:  Orden des Weißen Doppelkreuzes 2. Klasse